# Lauseberg (Wildau)
Der Lauseberg ist eine 72 m ü. NHN hohe Erhebung in Wildau, einer Gemeinde im Landkreis Dahme-Spreewald in Brandenburg. Er liegt südwestlich des Wohnplatzes Bergsiedlung und dort rund 450 m nördlich der Bundesautobahn 10, die in diesem Bereich von Westen kommend in östlicher Richtung führt.